# Польський узвіз
Польський узвіз — одна із вулиць Одеси, розташована в історичному центрі. Бере початок від Митної площі і тягнеться до перетину вулиць Качинського, Ніни Строкатої і Польської. Пролягає схилом Карантинної балки.
Забудова Карантинної балки, яка розпочинається з самого Куликового поля і веде до Митної площі, було розпочато ще на початку XIX століття. Завдяки забудови балку було розділено на два струмки — лівий Польський і правий — Карантинний, за назвами вулиць, що пролягали вздовж балки. По лівому схилу балки селилися переважно поляки, які розбудовували великі будинки із хлібними магазинами. Саме тут проходила вулиця Польська. Узвіз, прокладений схилом балки у 1820 році, відповідно дістав назву Польського.

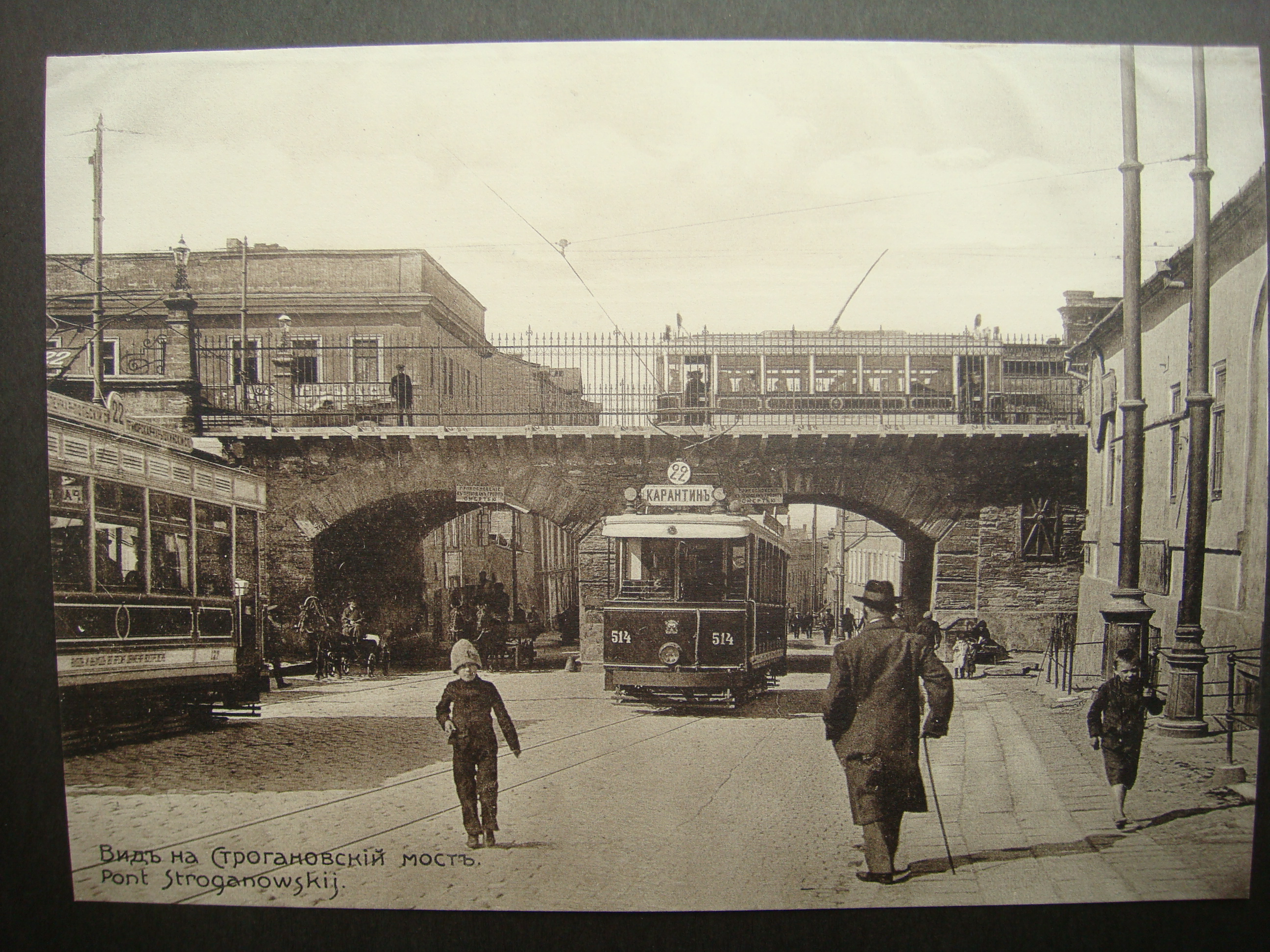
Польський узвіз на старій листівці

Узвіз кілька разів змінював назву. Так, у 1846 році його назвали Митний узвіз (за назвою площі, де він бере початок), а у 1853 — Портовий узвіз. При цьому в цей період існувала зворотня нумерація будинків — від вулиці Поліцейської до Митної площі. Однак наприкінці XIX століття була повернена як стара назва, так і нумерація будинків (дата невідома). Із приходом до влади більшовиків назву вулиці змінено на Узвіз Кангуна (у 1924 році) в честь начальника штабу Червоної гвардії, уродженця Одеси, Мойсея Кангуна. Історичну назву вулиці було повернено тільки після проголошення Україною незалежності, у 1994 році.